# Теорема Коші про многогранники
Теорема Коші — теорема з геометрії, названа в честь Оґюстена Коші. Вона стверджує, що опуклі багатогранники у тривимірному просторі з конгруентними відповідними гранями повинні бути конгруентними один одному. Тобто, будь-яка розгортка многогранника формується шляхом розгортання граней багатогранника на пласку поверхню, з додатковою інструкцією для склеювання, яка описує, які грані повинні бути з'єднані, і це все однозначно визначає форму початкового багатогранника. Наприклад, якщо з'єднано шість квадратів у шаблоні куба, то вони повинні утворювати куб: бо не існує опуклий багатогранник із шістьма квадратними гранями, які з'єднаними таким же чином, але не мають такої ж форми.
Це є фундаментальним результатом в теорії жорсткості: одним з наслідків теореми є те, що, якщо створювати фізичну модель опуклого багатогранника, з'єднуючи разом жорсткі пластини для кожної з граней багатогранника з гнучкими петлями уздовж краю багатогранника, то цей ансамбль пластин та петель обов'язково утворить жорстку структуру.

## Твердження
Нехай P та Q будуть комбінаторно еквівалентними 3-вимірними опуклими багатогранниками; тобто вони є опуклими багатогранниками з ізоморфними ґратками граней. Припустимо далі, що кожна пара відповідних граней з P і Q є конгруентними одна до одної, тобто існує рух, якій переводить одну в іншу. Тоді P та Q конгруентні.

## Історія
Результат виник в Началах Евкліда, де тіла називаються рівними, якщо у них рівні грані. Ця версія результату була доведена Коші в 1813 році на основі більш ранньої роботи Лагранжа. Помилка в доведенні Коші головної леми була виправлена Ернстом Штайніцем, Ісааком Якобом Шенбергом та Олександром Даниловичем Александровим. Виправлений доказ Коші настільки короткий і елегантний, що він вважається одним з доведень з Книги.

## Узагальнення та пов'язані результати
- Результат не виконується на площині або для неопуклих багатогранників в {\displaystyle \mathbb {R} ^{3}}: існують неопуклі згинані многогранники, що мають одну або більше ступенів свободи руху і які зберігають форми своїх граней. Зокрема, ними будудь октаедри Брікара[en] — це згинанні поверхні з самоперетином, знайдені французьким математиком Раулем Брікаром[en] в 1897 році. Сфера Конеллі — згинний неопуклий многогранник без самоперетинів гомеоморфний двовимірній сфері був знайдений Робертом Коннеллі 1977 року.
- Хоча спочатку теорема Коші була доведена у тривимірному просторі, пізніше теорема була узагальнена на простори більшої вимірності О. Д. Александровим (1950).
- Теорема жорсткості Коші є наслідком теореми Коші і стверджує, що опуклий багатогранник не може бути деформований так, щоб його грані залишалися жорсткими.
- У 1974 році Герман Глюк показав, що в певному сенсі майже всі (неопуклі) багатогранники є жорсткими.
- Теорема жорсткості Дена є продовженням теореми жорсткості Коші до інфінітезимальної жорсткості. Цей результат був отриманий Деном в 1916 році.
- Теорема єдиності Александрова доведена О. Д. Александровим (1950), узагальнює теорему Коші. Вона стверджує, що опуклий багатогранник однозначно описується метричним простором геодезичних на її поверхні. Аналогічна теорема єдиності для гладких поверхонь була доведена Кон-Фоссеном у 1927 році. Теорема єдиності Погорєлова узагальнила ці результати на загальні опуклі поверхні.